# Cryphia vandalusiae
Cryphia vandalusiae är en fjärilsart som beskrevs av Philogène Auguste Joseph Duponchel 1842. Cryphia vandalusiae ingår i släktet Cryphia och familjen nattflyn. Inga underarter finns listade i Catalogue of Life.